# 翼宿增六
翼宿增六（HD 95698），又名CD-26 8302，SAO 179456、HR 4302，是一颗長蛇座的恒星，视星等为6.23，位于銀經274.77，銀緯30.01，其B1900.0坐标为赤經10h 57m 33.9s，赤緯-26° 30.01′ 25″。